# Centro Cultural John dos Passos

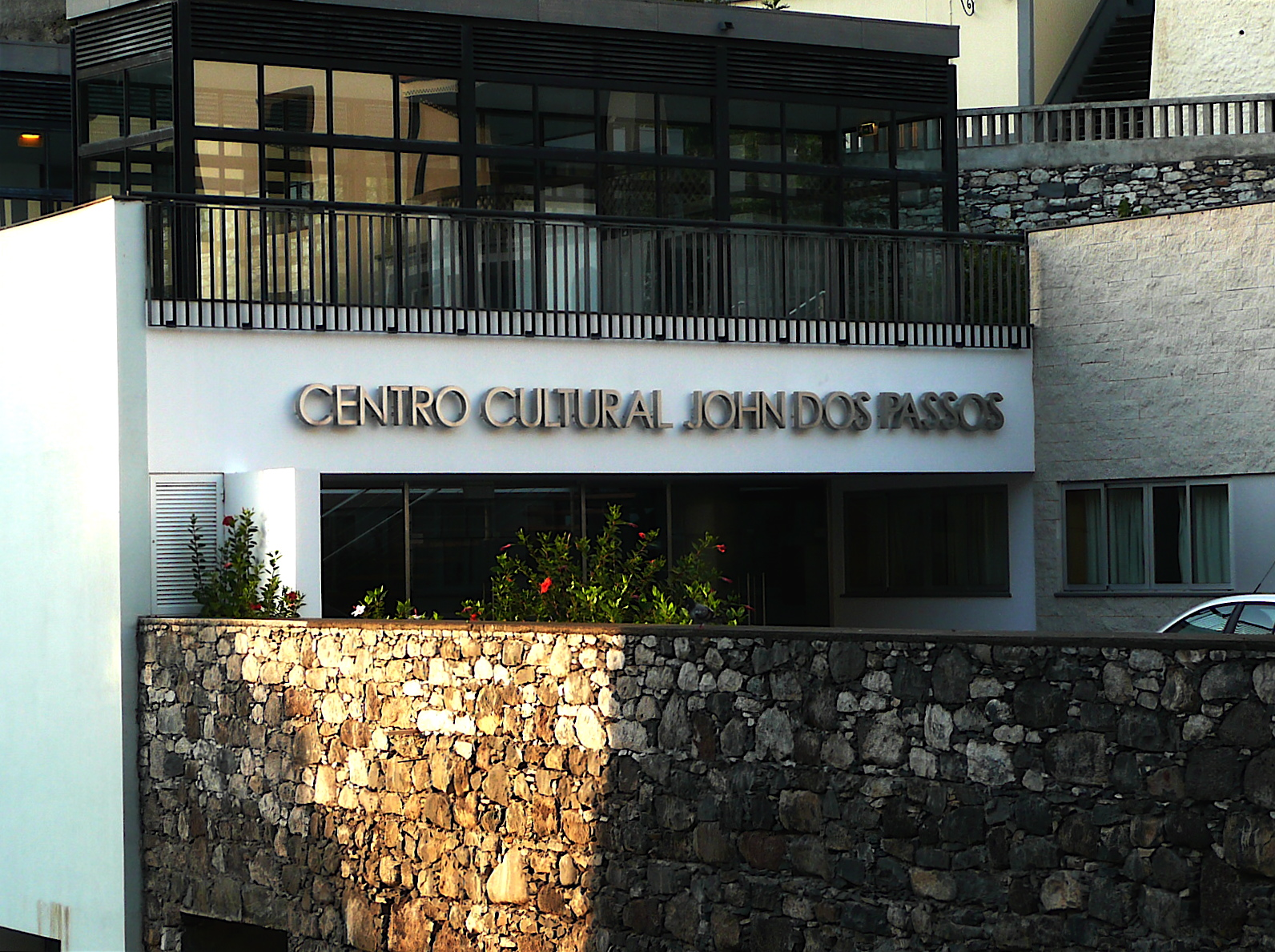
O Centro Cultural John dos Passos.

O Centro Cultural John dos Passos é o principal equipamento cultural da Ponta do Sol, localizado na freguesia homónima, na Madeira. O seu nome é em homenagem ao escritor luso-descendente John dos Passos, neto de madeirenses, e também a toda a emigração. Foi oficialmente inaugurado no dia 20 de setembro de 2004.
O seu principal objetivo é desenvolver atividades culturais no âmbito da literatura, além de estudar assuntos relacionados com o escritor John dos Passos, através de um Núcleo de Investigação Científica. Dispõe, ainda, de um pequeno núcleo museológico onde é possível encontrar mobiliário de quarto integrado num edifício do século XIX. Estão expostas diversas fotografias das visitas do escritor à terra natal do seu avô paterno, a Ponta do Sol.
As obras de restauro começaram em 2000, e atualmente o edifício conta com um anexo que acolhe a Casa do Povo, o Grupo de Coral, o Grupo de Teatro, a Banda Municipal, o Grupo de Folclore e um auditório para 180 espetadores.

## Instalações
É constituído por:
- Edifício novo, composto por auditório para 180 pessoas e salas de atividades;
- Casa antiga que pertenceu à família do escritor, composta por espaços museológicos (quarto e cozinha), sala de exposição permanente (com fotografias relativas a John Dos Passos), a Biblioteca Drª Carmo da Cunha Santos, uma sala de reservados e vários espaços de trabalho.